# Mihály Hesz
Mihály Hesz, född den 15 december 1943 i Nógrád, Ungern, är en ungersk kanotist.
Han tog bland annat VM-guld i K-1 10000 meter i samband med sprintvärldsmästerskapen i kanotsport 1966 i Östberlin.